# Henri Liebrecht
Henri Liebrecht (né à Constantinople le 29 juillet 1884 - mort à Bruxelles le 27 septembre 1955) est un écrivain, essayiste, homme de presse et historien belge.

## Biographie
Henri Déodat Félix Liebrecht est né le 29 juillet 1884 à Pera, quartier sur la rive européenne de Constantinople, alors capitale de l'Empire ottoman, le 29 juillet 1884, au hasard d'une mission technique de son père. Son père, Dieudonné Christophe Adolphe Liebrecht, ingénieur, qui était né à Berlin en 1840, résidait en 1907 à Saint-Gilles, et sa mère Louise Marie Schaar, née à Gand en 1849, était morte à Marseille le 25 juillet 1886. Ceux-ci s'étaient mariés à Bruxelles en 1878, et tôt veuf, Dieudonné Liebrecht épousera en secondes noces à Schaerbeek en 1888 Emma Lemaieur, née en 1861 à Saint-Josse-ten-Noode, alors résidant au n° 82 de la rue de la Consolation à Schaerbeek, et qui était institutrice communale à Bruxelles. Le 16 avril 1907, Henri Liebrecht épouse à Ixelles Madeleine Marie Caroline Chapt, née à Bruxelles en 1886 et dont le père était de nationalité française. Ils ont une fille, Suzanne Cécile Françoise Louise, née à Bruxelles, rue Murillo n° 35, au domicile de ses parents, le 10 février 1908 à 10 heures du matin, et morte à Thonon-les-Bains le 30 mars 1995 à l'âge de 87 ans. Elle a notamment publié en 1953, en collaboration avec Hugues Gounelle de Pontanel, le livre Soins médicaux et chirurgicaux, Alimentation du malade. 
Orphelin de mère à deux ans, Henri Liebrecht suit son père et sa seconde épouse en Afrique du Nord et au Chili. De retour en Belgique, il est inscrit à huit ans à l'Athénée royal de Bruxelles où il fait ses humanités classiques. Il suit ensuite les cours de polytechnique de l'Université libre de Bruxelles et se passionne pour la littérature, la poésie et le théâtre. Il obtient ainsi le diplôme de docteur en philosophie et lettres. 
Il est le fondateur en 1923 avec le graveur Émile-Henry Tielemans du comité de la Gravure originale belge. 
Le 3 juillet 1924, l'Académie française lui décerne le prix Charles-Blanc pour son Histoire du Théâtre français à Bruxelles au XVIIe siècle et au XVIIIe siècle, ouvrage paru à Paris début 1924.  
Quelques années après la Grande Guerre, Henri Liebrecht publie des études sur La Jeune Belgique, sur Charles De Coster, sur Iwan Gilkin ou encore sur Albert Giraud. Il a été rédacteur en chef du Soir illustré avant qu'on ne lui confie la direction du service littéraire du journal Le Soir. 
Il a été également secrétaire-général du Musée du Livre et professeur à l'Académie royale des beaux-arts de Bruxelles occupant la chaire de littérature. De même, il était membre philologue de l'Académie royale de langue et de littérature françaises de Belgique, et y a occupé le fauteuil numéro 19 entre 1945 et 1955. Il était également un brillant conférencier. 
Avec son épouse, il a habité pendant quelques années à Gaillemarde, faubourg de La Hulpe dans une maison appelée « Cœurs de Bohême », et ainsi nommée en rappel de la pièce de théâtre qu'il avait écrite et présentée au public en 1906.
Peu avant son décès, il préside le comité de « L'année Verhaeren », grand poète belge à qui il vouait une grande admiration. Il meurt d'une crise cardiaque à Bruxelles le 27 septembre 1955 et est inhumé au cimetière de Jette.

## Distinctions
- Grand officier de l'ordre de la Couronne (Belgique).
- Officier de l'ordre de Léopold (Belgique).
- Officier de la Légion d'honneur en 1955 (France).

## Publications
- L'École des valets, comédie en un acte, 1905.
- Les Fleurs de soie, poèmes, 1905.
- Miss Lili, comédie en trois actes, 1905.
- Cœur de Bohême, un acte en vers, 1906.
- Histoire de la littérature belge d'expression française, 1906.
- Le masque tombe (roman), 1907.
- L'Effrénée, comédie en quatre actes, 1906
- L'Autre Moyen, comédie en un acte, 1907.
- La Part du feu, opéra-comique en un acte.
- Les Jours tendres, poèmes, 1908.
- La Main gauche, comédie chantée en un acte, 1908.
- Histoire de la littérature belge d'expression française avec préface d'Edmond Picard, 1909 (ce livre contient curieusement un ex-libris de l'auteur imprimé in texto dans chaque volume); 2e éd. "revue et corrigée", 1913.
- Le Carnaval de Venise ou l'École des amants, un acte en prose, 1909.
- Un cœur blessé (roman), 1911.
- L'Impromptu persan, un acte en vers, 1912.
- Les Fourberies amoureuses deux actes en vers, 1912.
- L'Autre, drame lyrique, 1913.
- Monsieur Chine, un acte en prose, 1913.
- Les Fantaisies de Camargo[12], contes, 1913.
- Pouliche, un acte en prose, 1913.
- L'Enfant des Flandres, cinq actes en vers, 1913.
- Histoire du théâtre français à Bruxelles au XVIIe et au XVIIIe siècle, préface de Maurice Wilmotte, Paris, Librairie ancienne Edouard Champion, 1923. Une édition de la Société des bibliophiles et iconophiles de Belgique a paru la même année en tirage limité. Il eut même droit la même année à une édition suisse et une édition de petit format in 12.

- Prix Charles-Blanc 1924 de l'Académie française..
- La Vie et le rêve de Charles De Coster, 1927.
- À l'ombre du minaret, (contes), 1929.
- Histoire illustrée de la littérature belge de langue française, des origines à 1930, en collaboration avec Georges Rency, 1931, 3e éd.

- Couronné par l'Académie royale de Belgique.
- Prix de la langue-française 1926 de l’Académie française.
- Comédiens français d'autrefois à Bruxelles, préface de Mme Dussane de la Comédie-Française, 1932.
- Histoire du livre et l'imprimerie en Belgique des origines à nos jours en 6 parties; la dernière parfois divisée en 2 fascicules, 1934 (7 volumes).
  - Dans la première partie de l'Histoire du livre et de l'imprimerie en Belgique, publiée par le Musée du Livre, on retrouve de lui une étude sur Le Manuscrit à miniatures aux Pays-Bas, des origines à la fin du XVe siècle.
- L'université de Bruxelles et la Guerre, 1944.
- Quelques traditions et coutumes du folklorebelge, 1947 (deux volumes illustrés patronnés par une grande marque de chocolat belge).
- Les Chambres de rhétorique, 1948.
- Sous sa direction sortent:
  - Histoire de la Guerre des Nations Unies. 1. 1939-1945, 1947.
  - Histoire de la Guerre des Nations Unies. 2. De la victoire à la paix, 1949.
- Croquis de Bruxelles, 1954 (avec dessins de Jacano). Tirage limité à 100 exemplaires.
- Des articles historiques ont paru après sa mort dans les Cahiers léopoldiens.
- Des contes comme La belle Indienne et La légende du petit Prince. (Extraits de Contes et légendes, Librairie Vanderlinden, Bruxelles, s.d.).

## Conférences
- En 1911, en la Maison du Livre, il parla des Ex-libris. Cette conférence fait partie de la publication XVIII du Musée du Livre belge. Le Musée du Livre a débuté rue de la Madeleine puis s'est installé rue Ravenstein 9 à Bruxelles.
- En 1927, en la Salle du Musée de l'Hôtel communal de Schaerbeek, à la demande du Groupement post-scolaire de Schaerbeek, il parla des Origines inconnues du Théâtre de la Monnaie.